# Opéra de Lyon
Opéra de Lyon (doslova "lyonská opera"), nebo také Opéra Nouvel vznikla v roce 1993 renovací původní budovy opery postavené v roce 1831 od architektů Antoine-Marie Chenavard a Jean-Marie Pollet. Novým návrhem byl pověřen v roce 1985 francouzsky architekt Jean Nouvel.
Projekt přestavby lyonské opery znamenal vytvoření zcela nové struktury a zachování jen fasád z 19. století staré budovy. Cílem bylo dát dalšímu francouzskému městu velký operní komplex a zatraktivnit centrum města. Střechu bylo třeba sladit s neoklasicistní fasádou. Proto byl použita obrovská půlválcová konstrukce, sestávající ze skleněné mozaiky s převládající inkoustovou barvou. Architekt tak dosáhl, že výsledná stavba nijak nekontrastuje s panoramatem města, naopak jí obohacuje svojí jednoduchostí. Vestibul z 19. století stále slouží jako vstupní hala. Odtud je přístup k dolním místnostem ukrývajícím prostory pro téměř 200 lidí, a nahoru po schodech do hlavního salonku. Rovněž slouží jako spojovací prvek mezi interiérem a exteriérem a je novým způsobem vytváření prostoru: dveře, které vedou k rychlým pohyblivým schodištím (eskalátorům). Hosty zaveze do pokojů, k výtahem, do restaurace, či na horní terasu. V budově jsou také zkušební prostory, například baletní místnost na horním podlaží.